# Roddie Haley
Roddie Haley (Texarkana, Texas, 6 de diciembre de 1965 - Texarkana, 17 de febrero de 2022) fue un atleta estadounidense, especializado en la prueba de 4x400 m en la que llegó a ser campeón mundial en 1987.

## Carrera deportiva
En el Mundial de Roma 1987 ganó la medalla de oro en los relevos 4x400 metros, con un tiempo de 2:57.29 segundos que fue récord de los campeonatos, llegando a la meta por delante de Reino Unido y Cuba, siendo sus compañeros de equipo: Danny Everett, Antonio McKay y Butch Reynolds.